# Куржево
Куржево (фр. Courgevaux) — громада  в Швейцарії в кантоні Фрібур, округ Зее.

## Географія
Громада розташована на відстані близько 26 км на захід від Берна, 13 км на північ від Фрібура.
Куржево має площу 3,4 км², з яких на 15,7% дозволяється будівництво (житлове та будівництво доріг), 57,4% використовуються в сільськогосподарських цілях, 26,3% зайнято лісами, 0,6% не є продуктивними (річки, льодовики або гори).

## Демографія
2019 року в громаді мешкало 1428 осіб (+11% порівняно з 2010 роком), іноземців було 29,2%. Густота населення становила 422 осіб/км².
За віковим діапазоном населення розподілялося таким чином: 22,5% — особи молодші 20 років, 62,5% — особи у віці 20—64 років, 15% — особи у віці 65 років та старші. Було 540 помешкань (у середньому 2,6 особи в помешканні).
Із загальної кількості 627 працюючих 12 було зайнятих в первинному секторі, 265 — в обробній промисловості, 350 — в галузі послуг.